# Соколов, Николай Матвеевич (архитектор)
Николай Матвеевич Соколов (2 октября 1859 — 11 апреля 1906) —  архитектор, бывший главный архитектор города Ростова-на-Дону (с 1887 года).

## Биография
Николай Матвеевич Соколов родился 6 марта 1859 году, происходил из дворянского рода.
Учился в Пинском, а затем в Виленском реальном училище.
В 1880 году поступил в Петербургский институт гражданских инженеров, откуда выпущен по первому разряду со званием гражданского инженера в 1885 году. Позднее учился в Германии. Женился. Был прислан начальством в Ростов-на-Дону на должность главного архитектора города. Приехав в город в 1886 году Николай Матвеевич занимался проектированием центрального района города «Богатый источник», продолжал освоенные им традиции неоготической архитектуры. К ярким примерам эклектичной неоготики Ростова-на-Дону являются построенная им недошедшая до наших дней Лютеранская церковь (угол ул. Седова и ул. Соколова); дом братьев Мартын (угол ул. Большой Садовой и пр. Крепостного), построенный в традициях культовой немецкой архитектуры; здание Коммерческого училища — ныне Ростовского Инженерно-Строительного университета (пересечение ул. Социалистической и пер. Богатяновского).
В Ростове он встретил свою любовь — Наталью. Первый брак Натальи оказался неудачным, муж трагически погиб. Николай Матвеевич в это время находился в состоянии развода со своей первой женой. Тогда разрешение на развод мог дать только Священный Синод. Николай Матвеевич крепко влюбился в Наталью и они стали жить невенчанными. Так они жили 12 лет, у них было трое детей. Николай Матвеевич купил любимой в Ростове-на-Дону трехэтажный дом на улице Пушкинской (он сохранился до сих пор). Наталья продала его в 1910 году после смерти Николая Матвеевича, на полученные деньги купила дом поменьше, на улице Сенной (сейчас — улица М. Горького). В 1920-х годах этот дом национализировали, жене оставили несколько комнат на втором этаже.
Указом Сената от 13 апреля 1892 года гражданский инженер титулярный советник архитектор Николай Соколов был произведен в коллежские асессоры. Скончался неожиданно от инфаркта. Перед смертью Синод разрешил Соколову аннулировать первый брак. Похоpонен на Кpестовоздвиженском городском кладбище.

## Творчество
На творческие идеи зодчего оказало влияние детство и юношество, проведённое в Прибалтике, начало архитектурно-художественной деятельности, проходившее в Риге. Творчество Н. М. Соколова конца XIX — начала XX века способствовало формированию исторического облика центральной части города Ростова-на-Дону.
Будучи мастером «кирпичного стиля» конца XIX-начала XX века Соколов Николай Матвеевич проектировал здания, вошедшие в список архитектурных памятников Ростова, к ним относятся: главный коpпус Hиколаевской гоpодской больницы (1902), лечебница для душевнобольных, Дом тpудолюбия П. Р. Максимова, коpпус кpытых pынков на площади Стаpого Базаpа, Hовопокpовская цеpковь, здание коммеpческого училища (1905), цеpковь Ивеpской Божьей матеpи Ивеpского женского монастыpя, Церковь Михаила Архангела, храм Святого Равноапостольного князя Владимира в Ростове-на-Дону, народное училище имени Н. И. Токарева. По проекту Соколова построен жилой дом по Большой Садовой, 51 (1886), бывший одной из доминант на Большой Садовой улице, двухэтажный особняк американского консульства по Большой Садовой, д. 125 (ныне Дом художника), контора купца Максимова (1880).
Памятником архитектуры работы Н. М. Соколова является дом братьев Мартын или Красный домик, построенный в 1893 году для британского подданного Ивана Романовича Мартына. Это двухэтажное здание, построенное в стиле немецкой неоготики, фиксирует пересечение главных улиц исторического центра города масштабной трёхступенчатой архитектурной формой с эркером, завершающимся готической остроконечной шатровой башней со шпилем, увенчанной флюгером и высокими скатными кровлями треугольной формы. Козырёк входной части здания украшают кованые ограждения балконов и детали кровли. Здание построено из красного кирпича и является редким для Ростова образцом неоготики конца XIX—начала XX века.
С 1897 по 1900 год Соколов pуководил стpоительной комиссией, занимающейся строительством здания Гоpодского Дома по пpоекту пpофессоpа аpхитектуpы, мастера эклектики А. H. Помеpанцева.

Работы архитектора
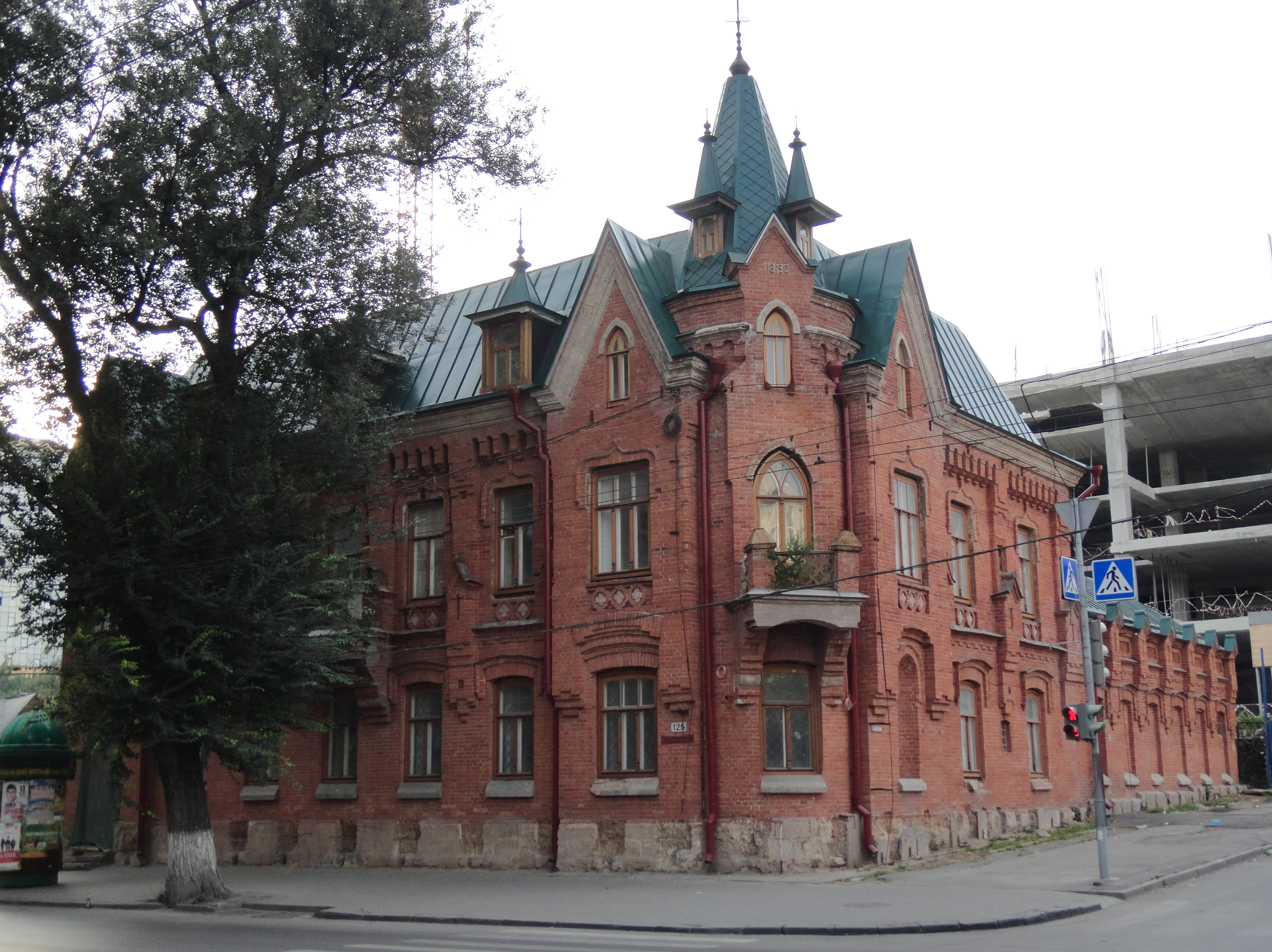
Дом братьев Мартын
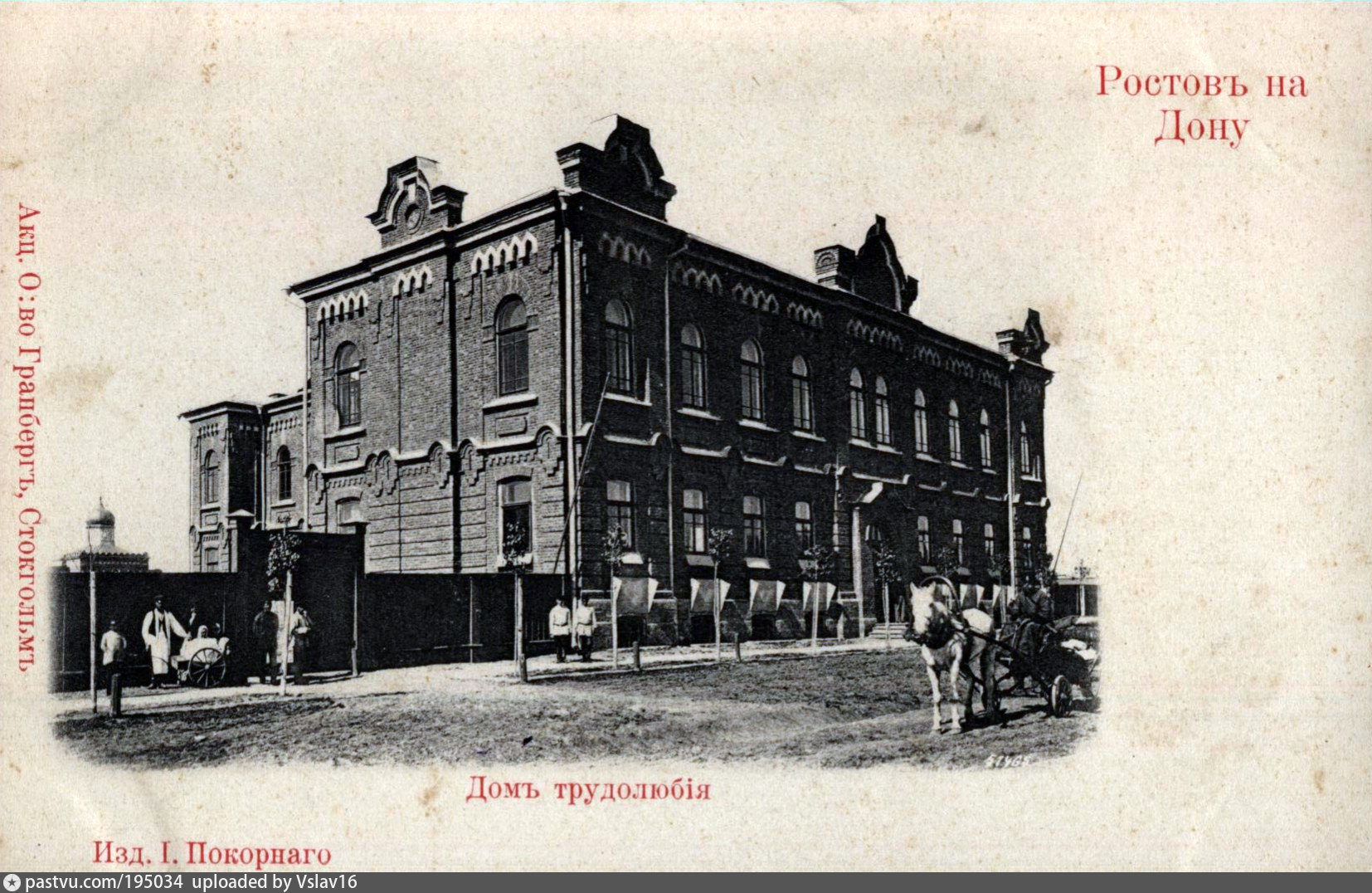
Дом трудолюбия в Ростове-на-Дону
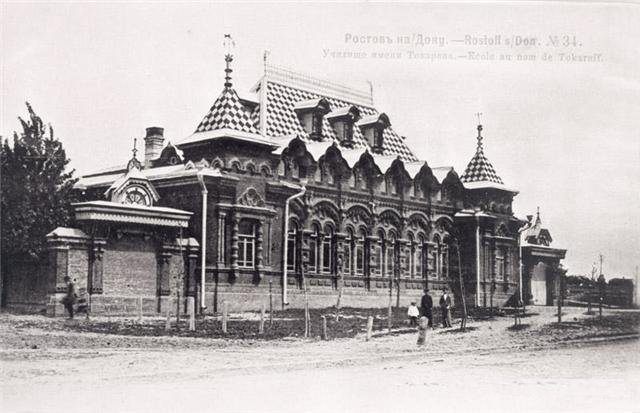
Народное училище имени Н. И. Токарева
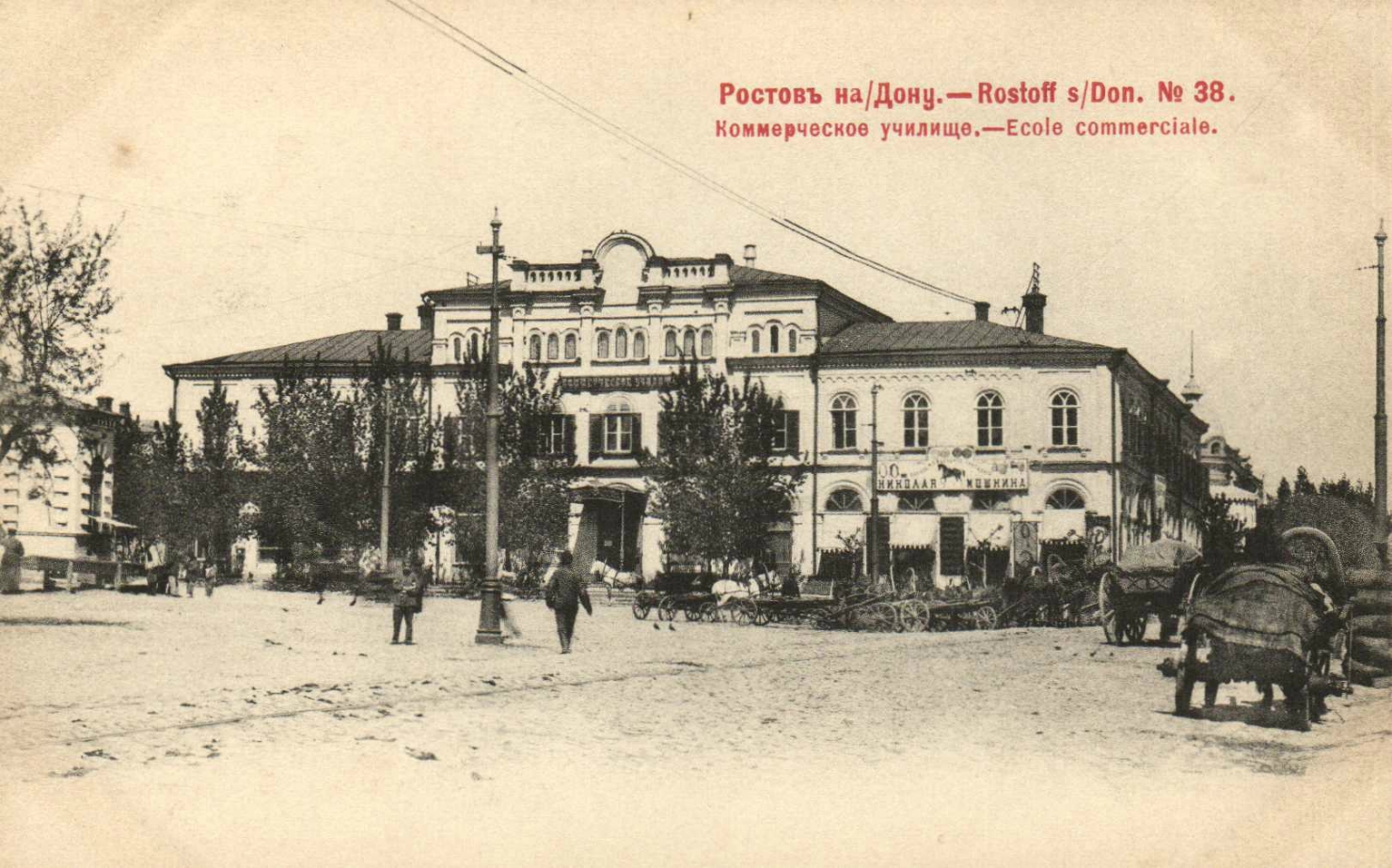
Здание коммерческого училища